# Bitka kod Troje
Rat je trajao deset godina, upravo kao što su vidovnjaci i predvidjeli. Grčke su se lađe usidrile uz obalu Troje kako bi se ratnici danju mogli boriti svojim kolima na zidinama grada. Trojanske su trupe također svojim bojnim kolima napadale grčke lađe. Mnogi su se ratnici junački borili, mnogi su poginuli od zadobivenih rana, a mnogi su umrli zbog bolesti. Ipak, devet godina Grci nisu uspjeli probiti zidine Troje, kao što ni Trojanci nisu uspjeli otjerati Grke. 
Bogovi s Olimpa zainteresirali su se za rat jer su u ratu bila i njihova djeca i unuci. Ares (Mars) i Apolon bili su na strani Trojanaca, kao i Afrodita (Venera), koja se baš i nije dokazala kao velika ratnica. Atena (Minerva) bila je na strani Grka, osobito se diveći Odiseju i njegovom ratnom umijeću. I Hera (Junona) i Posejdon (Neptun) bili su na strani Grka. Zeus (Jupiter) dopustio je da se rat vodi deset godina, kao što je proročanstvo proreklo. Posljednja, deseta godina rata, upućivala je na svršetak rata i na pobjednika. 
Vidovnjak Kalkas, koji je bio Trojanac, predvidio je pad Troje pa je odlučio s kćeri prijeći na Grčku stranu. 
Zamolio je Agamemnona da pošalje izaslanika kralju Prijamu u Troju moleći ga da mu pošalje kćer Briseidu. S Prijamovim pristankom Briseida se pridružila Grcima, i uskoro je dijelila krevet s Ahilejem. Apolonov svećenik Klisej zamolio je Agamenonona da mu pošalje njegovu kćer, koju je Agamemnon zarobio i zadržao kao konkubinu. Kada je on odbio svećenikov zahtjev, Apolon je poslao Grcima bolest koja je potrajala sve dok svećenikova kći nije bila spašena. Zatim je Agamemnon zatražio od Ahileja da mu ustupi Briseidu, koja će mu zamijeniti oduzetu konkubinu. Ahilej je morao poslušati svog vladara i vođu, ali se razljutio i odbio je dalje ratovati.
Bez svojeg najboljeg ratnika Grci su predložili primirje, s time da se nastavi pojedinačna borba između Helenina ljubavnika Parisa i njezina ranjenog muža Menelaja. Paris je bio vješt u borbi prsa o prsa. Menelaj je trebao pobijediti Parisa, ali Afrodita je zamotala Parisa velom magle i onemogućila Menelaju da ga napadne. Božica je odjurila s Parisom natrag u grad ostavivši ga u Heleninu naručju. 
Zatim je trojanski junak princ Hektor izazvao Ahileja na dvoboj, ali se Ahilej i dalje odbijao boriti. Umjesto njega, u dvoboj je otišao Ajant (Ajaks). Ajant se s Hektorom borio satima, i na kraju su odustali od borbe jer se toliko smračilo da više nisu vidjeli jedan drugoga. Trojanci su se obvezali poštovati primirje, a Grci su otišli na bojno polje pokapati mrtve. No ubrzo su ponovo krenuli u napad, otjeravši Grke gotovo do njihovih lađa. Da su Trojanci još jedan dan tako žestoko ratovali sigurno bi bili dobili rat. 
Grci su bili u velikoj panici. 
Ahilej je prijetio da će povući svoje ljude i otploviti kući, ali tada se domišljati kralj Odisej dosjetio lukavog plana. Odisej i njegov prijatelj Diomed iskrali su se iz svojih šatora i podigli nove šatore blizu šatora trojanskih saveznika Tračana, koji su pristigli posljednji i spavali odvojeno od ostalih. Ubili su tračanskog kralja Resa i ukrali njegove konje. Proročanstvo je govorilo da Troja neće pasti dok se konji budu napasali na trojanskim ravnicama i ispijali vodu iz rijeke Skamander koja je tekla blizu Troje. Kad su Trojanci shvatili da su izgubili konje uplašili su se i povukli s teritorija koji su bili osvojili dan ranije.
Bitka se nastavila i idućeg dana, Hera je pomogla Grcima, a Zeus Trojancima sve dok nisu došli do grčkih lađa i pokušali ih zapaliti. Ahilej je ipak popustio u svojoj ljutnji. I dalje se sam nije želio boriti, ali je popustio svom prijatelju i ljubavniku Patroklu da ode u borbu. Patroklo je zavarao Trojance noseći Ahilejev oklop i oružje i vozeći Ahilejeva kola ravno na bojište. Misleći da Ahilej juriša na njih, Trojanci su se povukli natrag unutar zidina grada. Lađe su bile spašene, a Patroklo je, protivno Ahilejevoj volji, nastavio voditi napad na zidine Troje. Umiješao se Apolon te uz njegovu pomoć Hektor ubija Patrokla. Ahilej je zaboravio na ponos i ljutnju, obećavši samome sebi da će osvetiti prijatelja.

## Hektorova smrt
Ahilej je bio vrlo nestrpljiv želeći osvetiti prijatelja Patrokla, no nije se mogao vratiti na bojište jer mu je Hektor uzeo oružje nakon što je ubio Patrokla. Ahilejeva majka Tetida donijela je Ahileju novo oružje koje mu je izradio Hefest (Vulkan). S novim oružjem i prekrasnim štitom, Ahilej je natjerao Trojance da se povuku do samih zidina Troje. Svi su se Trojanci, osim Hektora, bojali Ahileja. Hektor se pripremao na dugo željenu borbu s Ahilejem prsa o prsa. Hektorov otac, kralj Prijam, i njegova majka, kraljica Hekaba, plakali su od straha da bi im sin mogao poginuti. I Hektorova je žena Andromaha plakala držeći u rukama njihova malenog sina koji je pozdravljao oca. Tako je obitelj pogledom otpratila Hektora sa zidina Troje, dok je on jurišao prema izlazu iz grada. Hektor je nosio Ahilejevo oružje koje je oduzeo Patroklu nakon što ga je ubio.
Približio se Ahileju i stao, a zatim je zadrhtao od straha i pobjegao. Tri je puta optrčao oko grada pokšavajući pobjeći i uvući se kroz neka vrata u grad, ali Ahilej mu je bilo za petama. Na kraju se Hektor ipak suočio s neprijateljem, a Ahilej ga je pogodio u vrat. Hektor je molio Ahileja da ga ne raskomada, kako bi ga Trojanci mogli dostojno pokopati, ali Ahilej je odbio. Probušio je Hektorove nožne zglobove i kroz njih provukao kožu. Zatim ga je zavezao za kola i provezao se s njim tri puta oko Troje. Na kraju ga je odvezao u svoj šator. 
Trojanci su strahovali da Hektorova smrt znači i neizbježan pad Troje. 
Ahilej je nastavio s nasiljem nad Hektorovim tijelom. Vukao je kolima tijelo oko Patroklova groba svaki dan. Bogovima se to nije sviđalo. Sažalili su se nad Hektorom, čiji duh nije mogao u miru otići u podzemni svijet bez dostojna ukopa. Apolon je sačuvao tijelo od raspadanja, a Zeus je poslao Hermesa (Merkur) da se potajno uvuče u Ahilejev šator i uzme Hektorovo tijelo.
Ahilej je pristao dati Hektorovo tijelo u zamjenu za istu težinu u zlatu. Trojanci su sakupili sve zlato koje su imali. Na jednu stranu vage stavljali su zlato, na drugoj je strani ležalo Hektorovo tijelo. Princeza Poliksena, jedna od kćeri Prijama i Hekabe, dodala je na hrpu i svoju narukvicu. Ahilej se na prvi pogled zaljubio u princezu, ali ipak nije bio toliko zaljubljen da bi zbog nje napustio rat. Iako je Hektor bio mrtav, u Troji je bilo još mnogo ratnika i junaka, a Trojancima su u pomoć pristizali mnogi saveznici. Jedan od saveznika bila je Amazonka Pentesileja. Pentesileja je bila ratnica koja je ubila Tezejevu ženu Antiopu, pa se pretpostavlja da nije bila mlada ratnica u vrijeme Trojanskog rata, koji se zbivao generaciju nakon njezina ubojstva Antiope. Pentesileja je u Troju došla u vrijeme Hektorova ukopa, a već je nakon jedanaest dana žalovanja pošla u borbu. Ahilej je ubio Pentesileju za vrijeme bitke. Kasnije, kad je vidio da je ubio prekrasnu ženu, požalio je. Uskoro je Trojancima pristigao novi saveznik, Memnon iz Etiopije. Zeus je izvagao Ahilejevu i Memnonovu sudbinu i vaga je pretegnula na Memnonovu stranu. Ubrzo je Memnon ležao mrtav, proboden Ahilejevim kopljem.

## Ahilejeva smrt
Činilo se da je Ahilej bio nepobjediv u svojoj srdžbi jer je izgubio prijatelja Patrokla. Natjerao je Trojance u grad pokušavajući se probiti za njima kroz vrata grada. Činilo se da će Trojanski rat biti završen do kraja dana, jer Grci su slijedili Ahileja i napredovali prema trojanskim vratima. No Ahilej je bio ranjen u petu strijelom princa Parisa, kojemu je pomogao Apolon. Rana se iz početka nije činila ozbiljnom, ali se pokazalo da je bila smrtonosna, jer peta je bila jedino ranjivo mjesto na Ahilejevu tijelu. Ahilejeva majka Tetida iz proročanstva je saznala da će se Ahilej suočiti s opasnim bitkama kada odraste u muškarca. Uronila je malenog Ahileja u rijeku Stiks, držeći ga za pete. Vode rijeke Stiks dale su Ahilejevu cijelom tijelu, osim petama, moć neranjivosti (iz ove priče potječe naziv Ahilejeve tetive na stražnjem dijelu gležnja na koju su osjetljivi atletičari).
Paris je pogodio Ahileja u njegovu "slabu točku" i čitavo je Ahilejevo tijelo izgubilo božji dar neranjivosti. Drugom strijelom je Paris Ahileja pogodio ravno u srce i Ahilej je pao mrtav. Sada je bio red na Grke da se povuku u svoje šatore. Božica Tetida, devet Muza i morske nimfe, kćeri boga Nereja, žalovale su za Ahilejem. Ahilej je našao svoje mjesto u podzemnom svijetu gdje mu se nakon nekoliko godina pridružio i Odisej poginuvši na putu iz Troje u Grčku.
U Podzemnom svijetu, Ahilej je Odiseju ispričao da bi radije bio najjadniji živući čovjek i siromašni rob nego najslavniji duh kralja podzemlja. Ahilej je bio najveći grčki ratnik svoje generacije. Ipak, život mu je prošao u stalnom ratovanju i borbama.
Ahilejeva smrt izazvala je još jednu pogibiju među Grcima. Odisej i Ajant (Ajaks) natjecali su se tko će dobiti Ahilejevo oružje, namijenjeno najhrabrijem ratniku. Odlučeno je da je Odisej hrabriji, te je dobio oružje. Ajant se odlučio osvetiti svim Grcima. Iste noći božica Atena poslala mu je ludilo, pa je Ajant umjesto grčkih ratnika vezao i ubijao stoku. Ujutro je shvatio koliko je njegovo ponašanje bilo nerazumno, pa se zbog jada i sramote ubio.
Grci su tražili pomoć proročanstva, jer su željeli saznati postoji li način da zadovolje bogove kako bi im pomogli da osvoje Troju. Postajala su tri proročanstva. Jedno je proricalo da moraju natjerati Ahilejeva sina Neoptolema u rat, drugo je govorilo da moraju u borbi upotrijebiti Heraklov luk, koji je bio u posjedu odmetnutog Filokteta, a treće da moraju ukrasti Paladij iz Troje. Kako bi ispunili sva tri proročanstva, Grci su se obratili domišljatom Odiseju koji je bio poznat po rječitosti i naklonosti koju je uživao kod božice Atene.
Odisej je bez imalo teškoća otputovao na otok Skiru po Neoptolema. Filokteta je bilo puno teže nagovoriti da upotrijebi svoj luk. Kada je Heraklo umirao na pogrebnoj lomači, svoj luk je dao upravo Filoktetu. Filoktet se pridružio drugim grčkim junacima u osvajanju Troje, ali ga je na putu ugrizla zmija, od čijeg ujeda se nije oporavio. Rana mu se toliko zagnojila i neizdrživo smrdjela da su ga njegovi sudrugovi ostavili na otoku Lemno. Odisej je imao zadatak nagovoriti razočaranog Filokteta da se bori s njima.
Ulagivao mu se na sve moguće načine, no Filoktet nije popuštao. Tek kada se pojavio Heraklov duh i rekao mu da krene prema Troji, Filoktet je pristao napustiti otok Lemno. Kada su mu liječnici u grčkoj vojsci izliječili ranu, odapeo je Heraklov luk i ubio Parisa. 

Pad Troje
Odisej se zatim pozabavio krađom Paladija koji se nalazio u Troji. Paladij je bio kip 
Palade, Atenine prijateljice, koju je Atena slučajno ubila dok je još bila dijete, a vjeruje se da je pao s neba.
Atena je u Trojanskom ratu bila na strani Grka, ali kako je Paladij za nju imao osobno značenje, suzdržavala se od napada na Troju. Nije bilo lako ukrasti kip, jer je Odisej morao usred ratnih borbi ući u grad. Trojanci su napravili mnoge kopije kipa jer su znali da kip ima presudnu ulogu u opstanku grada. Odisej se prerušio u prosjaka i uspio se uvući u Heleninu sobu u Prijamovoj palači. Budući da je Paris bio mrtav, Prijam je udao Helenu za svoga drugoga sina Dejfoba, s kojim Helena nije bila sretna. Bila je jedina osoba koju Odisej nije mogao prevariti. Prepoznala ga je i ponudila mu pomoć.
Objasnila je Odiseju gdje se nalaze svi kipovi i kako će razlikovati pravi od kopija. Pravi kip bio je najmanji. Odisej se iskrao iz Troje i vratio natrag s Diomedom. Ušli su u palaču kroz odvodni kanal i istim putem iznijeli Paladij. Tako je Troja izgubila svojeg zaštitnika.

Drveni konj
Atena je pomogla Odiseju koji se dosjetio briljantne ratne varke - drvenog konja. Drveni konj bio je golema životinja s velikom šupljinom iznutra, u koju je moglo stati trideset ratnika. Bio je viši nego sama Skajanska vrata koja su bila ulaz u grad Troju, tako da su Trojanci trebali srušiti dio vrata ako su htjeli konja uvesti u grad. 
Grci su na jednoj strani konja napisali Trojancima da im je to dar od Atene kao naknada za krađu Paladija. Zatim su započeli razmetljive pripreme za napuštanje Troje zapalivši svoje šatore koji su se nalazili nadomak zidina grada. 
Kada su Grci otišli, Trojanci su isprva oprezno izašli iz grada veseleći se jer su neprijatelji odustali od daljnjeg ratovanja. Tek je dvoje ljudi u Troji s nepovjerenjem gledalo u drvenog konja, vjerujući da je sve to varka. Kasandra, kći Prijama i Hekabe, imala je proročansku moć koju joj je podario bog Apolon dok joj se udvarao. Kada ga je Kasandra odbila, Apolon ju je prokleo riječima: "Uvijek ćeš predvidjeti istinu, ali ti nitko neće vjerovati." Sada je Kasandra pokušavala uvjeriti Trojance da ne vjeruju Grcima. Osobito kada im nude darove. Nitko je nije htio poslušati.
Laokont, Apolonov i Posejdonov svećenik, upozoravao je na opasnost, kao i Kasandra. Osjećajući da se u konju nalaze naoružani ratnici, Laokont je pokušao probosti konja svojim kopljem. odjednom su iz mora izronile dvije goleme zmije i omotale se njemu i njegovim sinovima oko vrata, utopivši ih u moru.
Trojanci su se trebali zabrinuti i prestrašiti zloslutnog upozorenja. Atena, Apolon i Posejdon nisu više bili na strani Trojanaca. Neki su bogovi izazivali sudbinu Trojanaca namjerno ih obmanjujući da se ne obaziru na upozorenja. Trojanci su uvukli drvenog konja u grad srušivši gradska vrata, a zatim su slavili do kasno u noć. 
U konju su Odisej i njegovi ratnici čekali priliku za napad. Dok su Trojanci slavili, Helena se približila konju s novim mužem Dejfobom i počela je vikati različitim glasovima, obraćajući se ratnicima u konju. Helena je glasovima oponašala žene ratnika. Svih je uspjela zavarati osim Odiseja, koji je shvatio njezinu prijevaru, i Neoptolema koji nije imao ženu. Odisej je i dalje držao vrata konja zatvorena šapćući prijateljima da njihove žene nisu u Troji. Ratnici su se posramili što su nasjeli na Helenin trik.
Nitko ne zna zašto je Helena to učinila. Je li to bio posljednji Afroditin pokušaj spašavanja Troje ili je možda Helena bila prevrtljiva žena koja je najprije prevarila muža, zatim svoju novu obitelj, a sada pokušava ponovo prevariti Grke?

Kraj kraljevske kuće u Troji
Helena je otišla, Trojanci su uskoro zaspali. Odisej je otvorio vrata drvenoga konja i grčki su se ratnici ušuljali u grad spremni na borbu sa svojim neprijateljima. Palili su kuće, a žene su sakupljali pripremajući ih uzeti za ropkinje.
Vatra je Grcima na moru bila znak da se s lađama ponovno približe obali. Agamemnon i ratnici s lađa iskrcali su se i pojurili na gradska vrata, pridruživši se Odiseju u borbi protiv neprijatelja. 
Ahilejev sin Neoptolem bez milosti je sasjekao kralja Prijama, iako se sklonio na Zeusovu oltaru. U pokolju Prijamova potomstva, ubija i Hektorova malenoga sina Astijanaka, kako bi bio siguran da ga ovaj neće ubiti iz osvete kada naraste. Andromahu su Grci uzeli kao zarobljenicu, baš kao što je predvidjela onoga dana kada je gledala kako joj Grci ubijaju muža izvan zidina Troje. 
Stara se Hekaba borila svim silama dok je nisu ubili. Potom se pretvorila u Psa-duha i postala Hekatina sljedbenica. Poliksena, koju je volio Ahilej, žrtvovana je na njegovu grobu, a Kasandru je uzeo Agamemnon kao ratnu zarobljenicu. Kraljevska kuća u Troji bila je zatrta. 
Menelaj ubija Dejfoba. Zahtijevajući da samo on može ubiti svoju nevjernu ženu, namjerava ubiti i Helenu. Međutim kada je podigao mač da to učini, njezina ga je ljepota očarala te je ispustio mač i odveo je u sigurnost na grčke brodove.